# Actuel (magazine marocain)
Pour les articles homonymes, voir Actuel (homonymie).
Actuel est un ancien hebdomadaire généraliste marocain francophone.

## Historique
Édité par Logique Presse, filiale du holding 7 Médias fondé par Rachid Tlemçani (président-directeur général de H2Dev), ce magazine se voulait le porte-parole d'un Maroc moderne, dynamique et tolérant. Son slogan était « l'esprit ouvert ».
Le premier numéro d'Actuel est paru le samedi 30 mai 2009 et le dernier le 5 janvier 2013. Sa cessation d'activité, annoncée par communiqué, a été ainsi expliquée : « [L]a fermeture du magazine est due à un contexte d’exploitation très difficile depuis trois ans. Les annonceurs achètent moins d’espaces publicitaires et la presse papier est remise en cause par le développement des médias sur Internet ». 
Son directeur général était Henri Loizeau, son directeur de publication Abdellatif El Azizi et son directeur de rédaction Éric Le Braz.